# Bernardino Capitelli
Bernardino Capitelli (Siena, 1589 – 1639) è stato un pittore e incisore italiano del periodo barocco, famoso per le sue acqueforti.

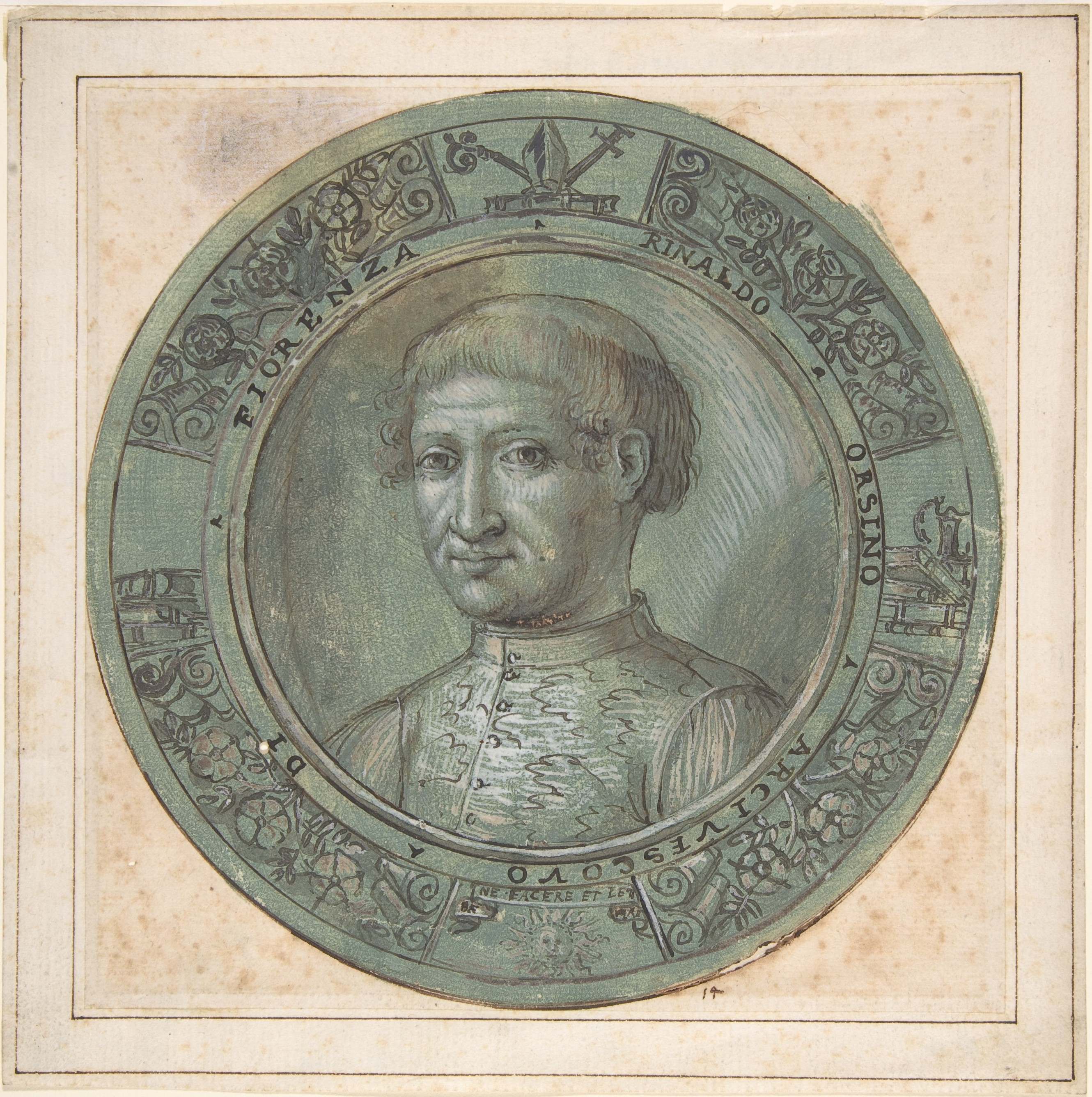

Secondo quanto scrive Patrizia Bonaccorso nel catalogo della mostra realizzata presso il Museo Civico di Siena nel 1985, il Capitelli sarebbe nato nel 1590, citando l'atto di morte in cui si dice che aveva 50 anni.
Divenne allievo dapprima di Alessandro Casolani ed in seguito Rutilio Manetti e fra gli anni 1622 e 1637 fu attivo sia a Roma che a Siena.
Fra le sue incisioni si distinguono un Ritratto di Alessandro Casolani, un Sant'Antonio da Padova (1637), un Matrimonio di Santa Caterina in stile Correggio, un notturno Riposo in Egitto in stile Rutilio Manetti e un Lot e le sue sorelle in stile Manetti.
Ha anche decorato un "Cerere beve nella casa del vecchio" e una serie di dodici piatti della "Vita di S. Bernardino da Siena". Incise anche una serie di fregi e di bassorilievi, fra i quali, le nozze Aldobrandini da un antico dipinto.
Capitelli superò i suoi limiti di disegnatore ed ottenne una posizione unica come incisore tenebrista in Italia. L'uso di forti contrasti fra luce e buio è una caratteristica dei lavori di Capitelli.